# Махнівці
Махні́вці — село в Україні, у Золочівському районі Львівської області. Населення становить 188 осіб. Орган місцевого самоврядування - Поморянська селищна рада.. На краю села знаходиться дерев'яна церква свв. Кузьми і Дем'яна 1697 р. та оригінальна дерев'яна дзвіниця.

## Історичні пам'ятки
Дерев'яна церква святих Кузьми та Дем'яна (1697 р.), та дзвіниця церкви.

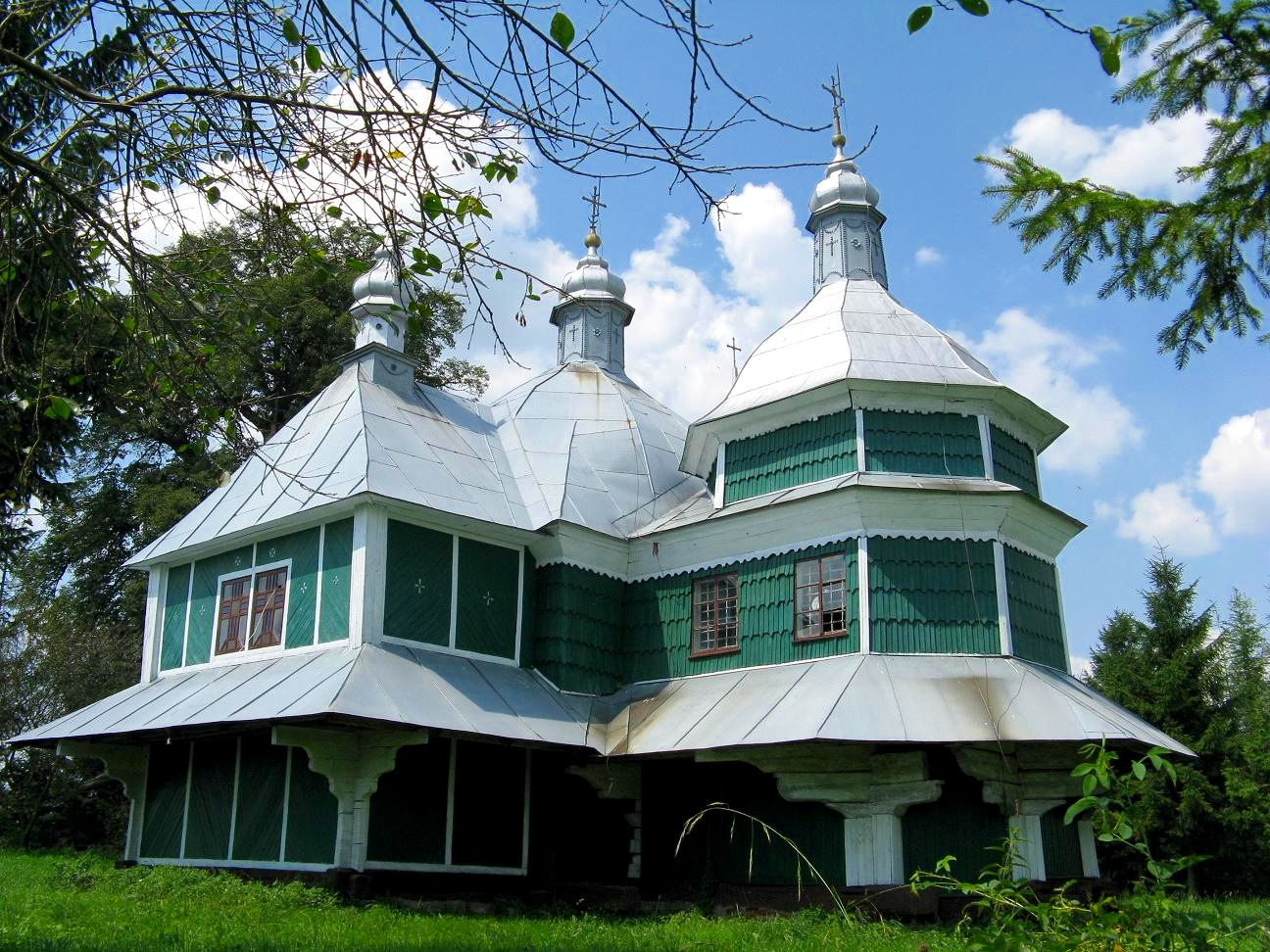
Дерев'яна церква святих Кузьми та Дем'яна.(1697 р./2011 р.)

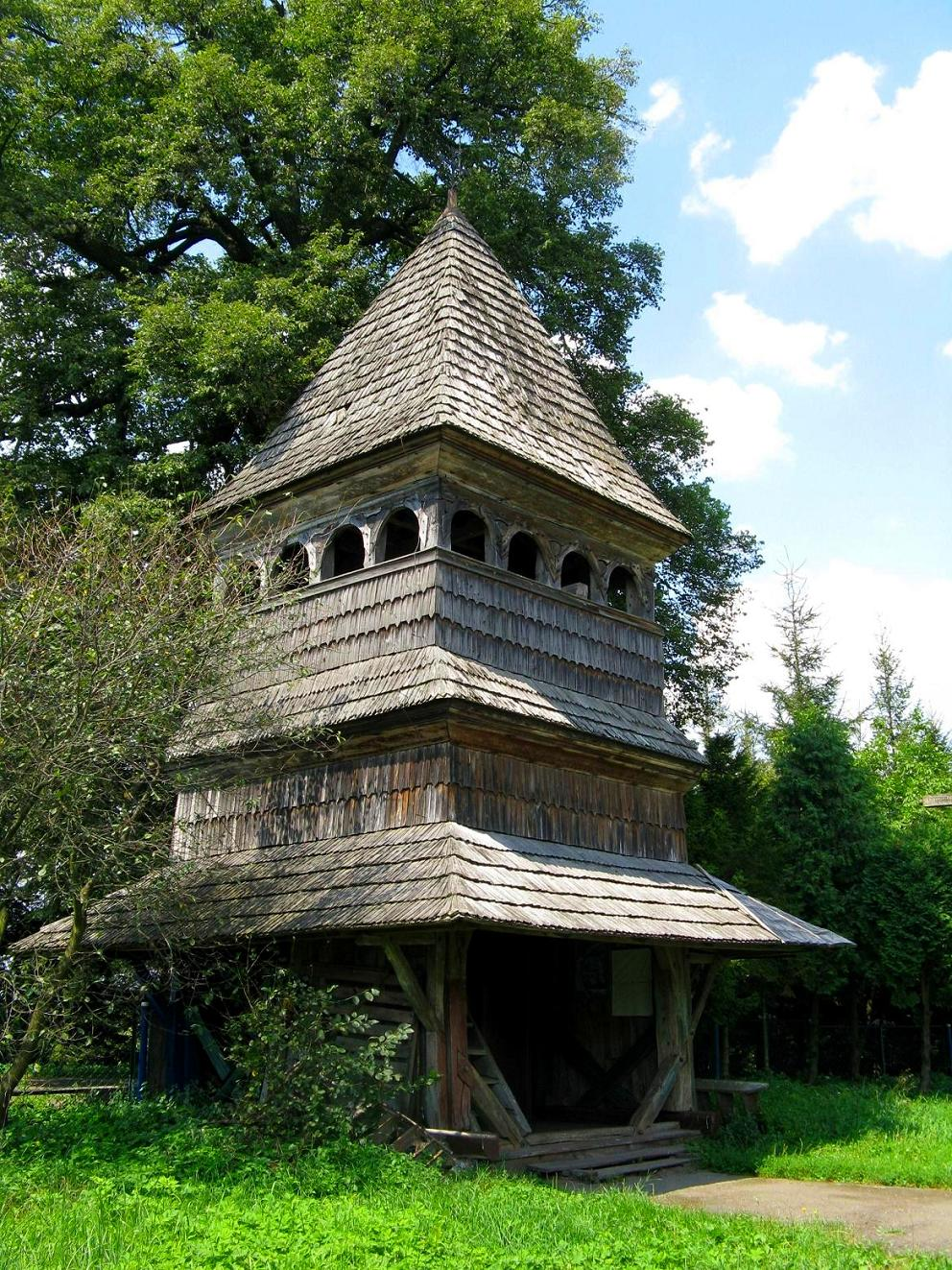
Дзвіниця церкви святих Кузьми та Дем'яна.

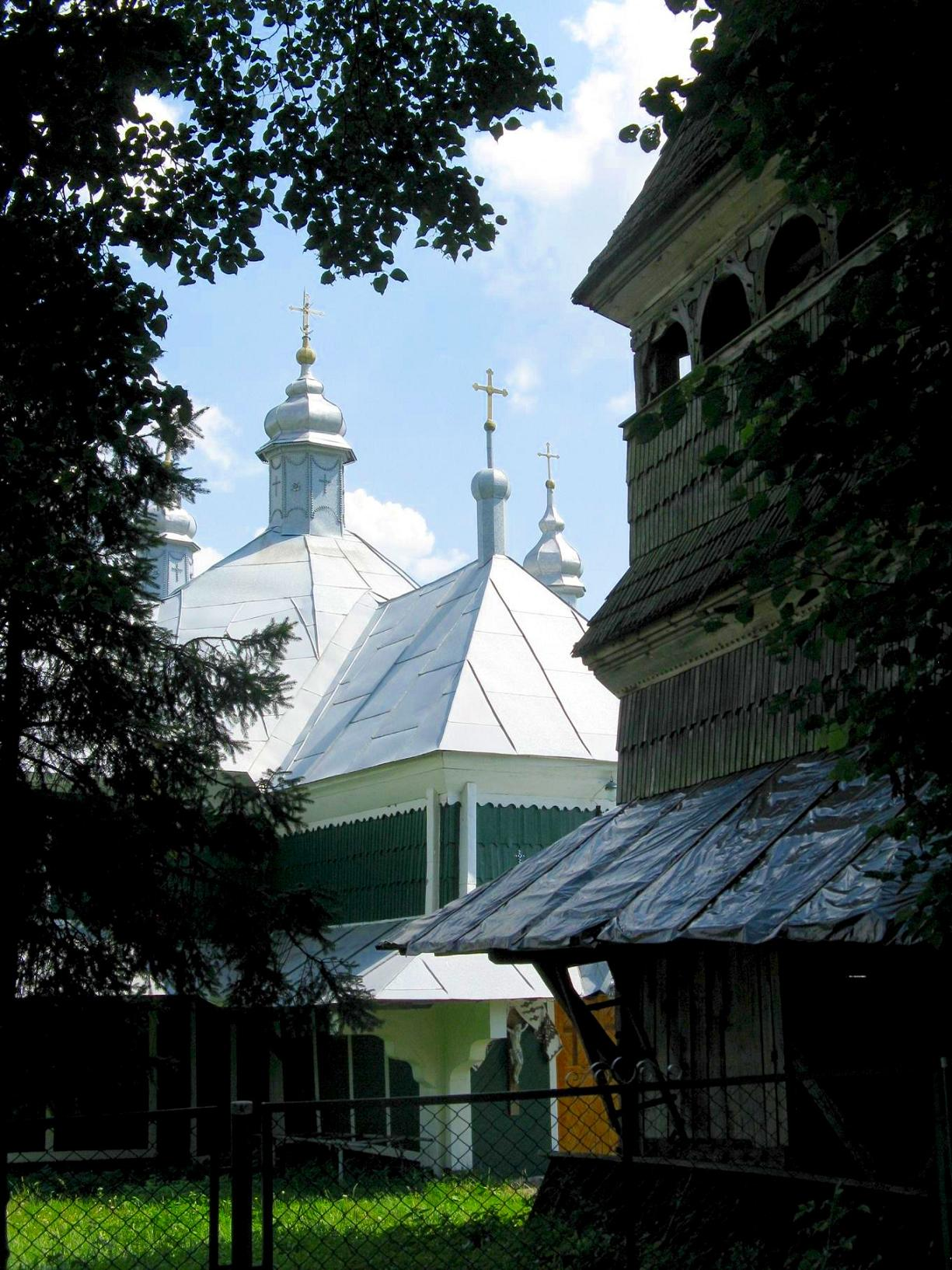
Церква та дзвіниця святих Кузьми та Дем'яна.

Церква збудована в 1697 році, на місці де вже раніше стояв храм, та був спалений татарами. Іконостас виготовлено коштом єпископа Луцького і Осторозького Йосифа Виговського  (внука Гетьмана Івана Виговського) у 1723 -1724 роках. У XVIII столітті храм дещо розширили. В 1970 році церкву було відреставровано. Церква є пам'яткою архітектури національного значення.
Надбрамна дзвіниця старша за храм. За легендою вона стояла у лісі і її перенесли на місце церкви спаленої татарами. На великому дзвоні зберігся напис: «Козма. Жертвами громадян села Махновці за старанем О. В. Любки, І. З. Юрмана, Т. Хомишина, М. Сосінського, …удрака, Г. Боднара. Р. 1923.»